# سوشمیتا موکرجی
سوشمیتا موکرجی (به انگلیسی: Sushmita Mukherjee) بازیگر هندی است.
از فیلم‌هایی که وی در آن نقش داشته است می‌توان به عموی شاه اشاره کرد.

## فیلم‌شناسی
فهرست برخی از فیلم‌هایی که سوشمیتا موکرجی در آنها به ایفای نقش پرداخته است:
- عموی شاه
- هرج و مرج: سرگرمی نامحدود
- دل‌باخته
- چقدر باحال هستیم
- چقدر باحال هستیم ۳
- مدرسه
- رودالی
- چراغ خاموش متر روشن
- انسان اسباب‌بازی است
- کاما سوترا سه‌بعدی
- یک بار دیگر
- آقا
- الهی
- تاریخچه خون
- برو کنار و مراقب باش
- شب دیدار فرا رسیده‌است